# 韩方明

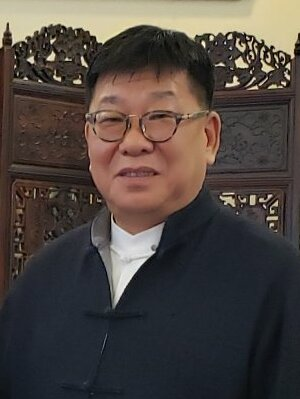
韩方明

韩方明（1966年6月—），男，河北尚义人，中国企业家、政治人物。第十届、第十一届、第十二届和第十三届全国政协委员、第十一届、第十二届和十三届全国政协外事委员会副主任、《公共外交季刊》副总编辑兼编辑部主任、外交与国际关系智库察哈尔学会创会主席。主编中国第一部公共外交教科书《公共外交概论》。北京大学世界现代化进程研究中心研究员、西藏大学客座教授。

## 生平
毕业于北京大学获博士学位，并曾在哈佛大学从事博士后研究。自1995年起出任海内外多家上市公司、商业银行及财务公司的董事。1999年加入TCL集团，并于2006年6月至2014年8月出任TCL集团董事、副董事长（执行董事）。2010年10月至2013年10月任中国国际航空股份有限公司独立董事。2014年2月21日，欧美同学会·中国留学人员联谊会第七届理事会第一次会议召开，选举其出任第七届理事会副会长。2015年8月，担任乐视网第三届董事会董事。2017年3月，乐视网董事会重新选举，韩方明离任。2018年1月，当选第十三届全国政协委员。2018年3月至2023年3月，任全国政协外事委员会副主任。

## 荣誉

### 外国勋章奖章
- 修交勋章兴仁章（韩国，2018年1月23日批准[12]，2018年2月27日于北京韩国驻华大使官邸颁发[13]）